# Округ Лагрејнџ (Индијана)
Округ Лагрејнџ (енгл. LaGrange County) је округ у америчкој савезној држави Индијана.

## Демографија
По попису из 2010. године број становника је 37.128, што је 2.219 (6,4%) становника више него 2000. године.
| Група             | 2000.          | 2010.          |
| Белци             | 33.405 (95,7%) | 35.290 (95,0%) |
| Афроамериканци    | 66 (0,2%)      | 117 (0,3%)     |
| Азијати           | 92 (0,3%)      | 118 (0,3%)     |
| Хиспаноамериканци | 1.097 (3,1%)   | 1.317 (3,5%)   |
| Укупно            | 34.909         | 37.128         |